# Shipshewana
Shipshewana é uma cidade  localizada no estado americano de Indiana, no Condado de LaGrange.

Esta cidade fascinante localiza-se entre Detroit e Chicago, tem uma população de cerca de 700 habitantes, com uma visão fascinante sobre uma vertente alternativa na cultura norte-americana: os Amish.

## Demografia
Segundo o censo americano de 2000, a sua população era de 536 habitantes.
Em 2006, foi estimada uma população de 534, um decréscimo de 2 (-0.4%).

## Geografia
De acordo com o United States Census Bureau tem uma área de
2,4 km², dos quais 2,4 km² cobertos por terra e 0,0 km² cobertos por água. Shipshewana localiza-se a aproximadamente 272 m acima do nível do mar.

## Localidades na vizinhança
O diagrama seguinte representa as localidades num raio de 20 km ao redor de Shipshewana.

## Equipamentos
- Centro Menno-Hof Amish and Mennonite